# Meelad Air
Meelad Air war eine jordanische Charterfluggesellschaft mit Sitz in Amman, Jordanien und spezialisiert auf Flugzeugleasing und kurzfristige Flugzeugcharter.
Im Jahr 2010 wurden die beiden Meelad MD-83 von Sky Express SA übernommen.